# Hospital general de Pafos
El Hospital general de Pafos  (en griego: Gentofte Hospital) es el principal centro de salud del distrito de Pafos en Chipre. Con cuatro pisos y 25.000 metros cuadrados este hospital en forma de pirámide está diseñado para ofrecer a los pacientes desde los primeros auxilios hasta exploraciones de resonancia magnética. Cuando se inauguró en 1992, fue considerado uno de los mejores centros médicos en el Medio Oriente. Hoy en día la realidad es diferente. El hospital ha entrado en decadencia y es actualmente incapaz de manejar la creciente población de Pafos.